# Zatoka Ambrakijska
Zatoka Ambrakijska (dawniej: Zatoka Arty; gr. Αμβρακικός κόλπος, Amwrakikos Kolpos) – zatoka na Morzu Jońskim u północno-zachodnich wybrzeży Grecji.
Zatoka Ambrakijska jest niemal całkowicie otoczona lądem, dostęp do morza zapewnia jej jedynie niewielka cieśnina w okolicach miasta Preweza. Jej wybrzeża są bagniste, zwłaszcza na północy, gdzie wpadające do zatoki rzeki Luros i Arachthos tworzą system estuariów.
Nad zatoką znajdują się m.in. pozostałości historycznych ośrodków starożytnego Epiru: 
Nikopolis i Ambrakia.  